# 佐々木繁
佐々木 繁 （ささき しげる、1956年4月9日 - ）は、日本の実業家、研究者、元富士通株式会社CTO、元株式会社富士通研究所代表取締役社長。東京理科大学大学院経営学研究科技術経営専攻上席特任教授。

## 人物・経歴
岩手県出身。1981年 岩手大学大学院 工学研究科卒業。同年富士通に入社。入社以来、動画像処理システム、三次元CGシステムやバイオメトリックス認証システムなどの実用化研究開発に従事。1988年 カーネギーメロン大学 コンピュータサイエンス客員研究員。1998年 マルチメディアシステム研究所 メディア処理研究部長、2005年 ブロードバンド研究センター長、2006年 R&D戦略室長に就任し、研究所全体の研究戦略とマネジメントを担当。2008年 取締役、2010年 常務取締役、2013年～米国・欧州・中国各研究所の会長を併任。2016年 株式会社富士通研究所 代表取締役社長に就任。2018年 富士通株式会社 CTOに就任。東京理科大学大学院経営学研究科技術経営専攻上席特任教授も務めた。

## 主な研究業績
業界初の動画像処理システム「韋駄天（FIVIS/VIP）」、国内初の自律走行車「PVS」、最高速三次元コンピュータグラフィックシステム「昴」、昆虫の目をモデル化した小型画像処理システム「ISHTAR」など、数々の先進的な動画像処理の実用化研究開発に取り組んできた。1999年以降は、社会で多発している悪質な手口の社会問題に奮起し、手のひら静脈認証技術の研究開発を牽引し、2004年には世界初非接触型手のひら静脈認証技術を世に出した。2018年3月現在では、様々なセキュリティーのソリューションに活用され、全世界で100万台を越え、約一億人が利用している。

## 受賞
オーム技術賞、情報処理学会業績賞、国際パターン認識連盟フェロー

## 人物
愛犬のパピヨンとの散歩が趣味。